# Upload (Fernsehserie)
Upload ist eine US-amerikanische Science-Fiction-Comedy-Fernsehserie von Greg Daniels, deren erste Staffel am 1. Mai 2020 auf Prime Video Premiere hatte. Die Fortsetzung der Serie mit Staffel 2 wurde im Mai 2020 angekündigt und im März 2022 veröffentlicht. Im Mai 2022 verlängerte Amazon die Serie um eine angekündigte dritte Staffel, welche seit dem 20. Oktober 2023 verfügbar ist.
Im März 2024 wurde eine 4. Staffel angekündigt.

## Handlung
Upload spielt im Jahr 2033. Menschen können sich in ein von ihnen ausgewähltes Leben nach dem Tod hochladen lassen. Nach einem Verkehrsunfall wird Nathan von der Kundenservice-Mitarbeiterin Nora in Lake View – seiner Version des digitalen Jenseits – empfangen und mehrfach von ihr davon abgehalten, sich löschen zu lassen, denn jede seiner Handlungen in der virtuellen Welt ist vom Wohlwollen und Geldbeutel seiner noch lebenden Freundin Ingrid abhängig. Die Serie begleitet Nathan und Nora dabei, sich ineinander zu verlieben, wie sich Nathan daran gewöhnen muss, von seinen Angehörigen und Freunden getrennt sein zu müssen und die echte Nora damit beschäftigt ist, sich über Wasser zu halten. Nathan fehlen einige Erinnerungen. Gleichzeitig verdichten sich die Hinweise, dass Nathans Unfall nicht zufällig war, denn er erinnert sich allmählich, dass er selbst mit einem Geschäftspartner ein erschwingliches Uploadprojekt für jedermann programmierte und wohl durch Manipulation eines selbstfahrenden Autos als Konkurrent ermordet wurde. Bei einem Update von Lake View erhält Nathan seine Erinnerungen wieder und die Vermutung wird zur Gewissheit.
In Staffel zwei verhärtet sich der Fakt, dass Nathan der korrupte Teil des alternativen Uploadprojektes war, und es kommt zur Distanzierung zwischen ihm und Nora, die ihn für einen guten Menschen gehalten hatte. Zudem wird Nathan am Ende der Staffel gedownloadet und eine Software namens Freeyond gebootet.
In der dritten Staffel versuchen Nathan und Nora gemeinsam, die große Verschwörung rundum das Uploadprojekt aufzudecken. Dabei kommen sie sich näher und werden im Reallife ein Paar. Zeitgleich wird in Freeyond eine Kopie von Nathan aufgeweckt, mit der via VR Ingrid eine Beziehung beginnt. Im Laufe der Handlung erfahren immer mehr Menschen von den zwei Nathans, was zunehmend zum Problem wird.

## Dreharbeiten
Die Dreharbeiten für die erste Staffel liefen vom 5. März bis 10. Mai 2019 in Vancouver, British Columbia, Kanada.
Einige Außenaufnahmen für die Virtual-Reality-Welt Lake View wurden im Mohonk Mountain House and Preserve in New Paltz, New York, aufgenommen, darunter Bilder des Hotels, des Geländes und des Sees. Eine kleine Anzahl von Innenaufnahmen, darunter Zimmer im Hotel, wurden ebenfalls vor Ort gedreht.
Die Dreharbeiten zur zweiten Staffel liefen vom 25. Januar bis 15. April 2021.

## Episodenliste

### Staffel 1
| Nr. (ges.) | Nr. (St.) | Deutscher Titel                     | Originaltitel                      | Regie                 | Drehbuch                   |
| --- | --------- | ----------------------------------- | ---------------------------------- | --------------------- | -------------------------- |
| 1 | 1         | Der erste Tag vom Rest der Ewigkeit | Welcome to Upload                  | Greg Daniels          | Greg Daniels               |
| 2 | 2         | Tier-Therapie                       | Five Stars                         | Greg Daniels          | Greg Daniels               |
| 3 | 3         | Die Beerdigung                      | The Funeral                        | Jonathan van Tulleken | Mary Gulino                |
| 4 | 4         | Sex Suit                            | The Sex Suit                       | Jonathan van Tulleken | Aasia Lashay Bullock       |
| 5 | 5         | Graubereich                         | The Grey Market                    | Kacie Anning          | Mike Lawrence              |
| 6 | 6         | Sterne am Horizont                  | The Sleepover                      | Kacie Anning          | Shepard Boucher            |
| 7 | 7         | Die Begegnung                       | Bring Your Dad to Work Day         | David Rogers          | Owen Daniels               |
| 8 | 8         | Suspendiert                         | Shopping Other Digital After-Lives | Jeffrey Blitz         | Alex Sherman & Alyssa Lane |
| 9 | 9         | Das Update                          | Update Eve                         | Daina Reid            | Greg Daniels               |
| 10 | 10        | Der Tag nach dem Update             | Freeyond                           | Daina Reid            | Greg Daniels               |
| Alle Episoden wurden am 1. Mai 2020 sowohl in Originalsprache als auch in deutscher Sprache bei Prime Video veröffentlicht. |           |                                     |                                    |                       |                            |

### Staffel 2
| Nr. (ges.) | Nr. (St.) | Deutscher Titel               | Originaltitel           | Regie                  | Drehbuch                |
| --- | --------- | ----------------------------- | ----------------------- | ---------------------- | ----------------------- |
| 11 | 1         | Willkommen zurück, Mr. Brown! | Welcome Back, Mr. Brown | Dee Rees               | Izzy Kadish             |
| 12 | 2         | Die Dinner Party              | Dinner Party            | Jeffrey Blitz          | Lauren Houseman         |
| 13 | 3         | Ganz wie Robin Hood           | Robin Hood              | Jeffrey Blitz          | Maxwell Theodore Vivian |
| 14 | 4         | Der Familientag               | Family Day              | Athina Rachel Tsangari | Anna Ssemuyaba          |
| 15 | 5         | Träum was Schönes             | Mind Frisk              | Athina Rachel Tsangari | Megan Neuringer         |
| 16 | 6         | Die Eintags-Mutter            | The Outing              | Jeffrey Blitz          | Yael Green              |
| 17 | 7         | Download                      | Download                | Jeffrey Blitz          | Owen Daniels            |
| Alle Episoden wurden am 11. März 2022 sowohl in Originalsprache als auch in deutscher Sprache bei Prime Video veröffentlicht. |           |                               |                         |                        |                         |

### Staffel 3
| Nr. (ges.) | Nr. (St.) | Deutscher Titel           | Originaltitel      | Erstveröffentlichung USA | Deutschsprachige Erstveröffentlichung (D/A/CH) | Regie         | Drehbuch                |
| ---------- | --------- | ------------------------- | ------------------ | ------------------------ | ---------------------------------------------- | ------------- | ----------------------- |
| 18         | 1         | Gegen die Zeit            | Ticking Clock      | 20. Okt. 2023            | 20. Okt. 2023                                  | Jeffrey Blitz | Greg Daniels            |
| 19         | 2         | Schwarten und Euter       | Strawberry         | 20. Okt. 2023            | 20. Okt. 2023                                  | Jeffrey Blitz | Alison Brown            |
| 20         | 3         | Cyber-Discount-Tag        | Cyber Discount Day | 27. Okt. 2023            | 27. Okt. 2023                                  | Tom Marshall  | Megan Neuringer         |
| 21         | 4         | Download-Doktor           | Download Doctor    | 27. Okt. 2023            | 27. Okt. 2023                                  | Tom Marshall  | Farhan Arshad           |
| 22         | 5         | Rettungsmission           | Rescue Mission     | 3. Nov. 2023             | 3. Nov. 2023                                   | David Rogers  | Stephanie Johnson       |
| 23         | 6         | Ehrlich währt am längsten | Memory Crackers    | 3. Nov. 2023             | 3. Nov. 2023                                   | Alberto Belli | Owen Daniels            |
| 24         | 7         | Der letzte Tag            | Upload Day         | 10. Nov. 2023            | 10. Nov. 2023                                  | Sarah Boyd    | Maxwell Theodore Vivian |
| 25         | 8         | Fleisch und Blut          | Flesh and Blood    | 10. Nov. 2023            | 10. Nov. 2023                                  | Sarah Boyd    | Greg Daniels            |

## Rezeption
Bei Rotten Tomatoes waren 83 Prozent der ausgewerteten 40 Kritiken positiv bei einer durchschnittlichen Punktzahl von 6,72 von 10. Bei Metacritic kommt Upload auf eine gewichtete durchschnittliche Punktzahl von 67 von 100 basierend auf 19 Kritiken.
Film-rezensionen.de meint „oberflächlicher, aber spaßiger Blick in die Zukunft“.